# Мовчання ягнят
«Мовча́ння ягня́т» (англ. The Silence of the Lambs) — американський психологічний трилер 1991 року, знятий режисером Джонатаном Деммі за мотивами однойменного роману Томаса Гарріса. Головні ролі в фільмі виконали Джоді Фостер (агентка ФБР Клариса Старлінг) і Ентоні Гопкінс (серійний вбивця, доктор Ганнібал Лектер). Стрічка завоювала приз Берлінського кінофестивалю і п'ять премій «Оскар». Фільм став третім в історії, що завоював «Оскари» в п'яти найпрестижніших номінаціях, що раніше вдалося фільмам «Однієї щасливої ночі» (1934) та «Пролітаючи над гніздом зозулі» (1975). З часу виходу на екрани «Мовчання ягнят» таке не вдавалося більше жодному фільму.
Входить до першої 30-ки у списку 250 найкращих фільмів за версією IMDb.

## Сюжет
Ганнібал Лектер — ув'язнений у Балтиморській державній лікарні для злочинців. Він психічно хворий канібал, але наділений надзвичайним інтелектом. Кларису Старлінг, молоду стажерку ФБР у Академії Квантіко, керівник відділу поведінкових наук Джек Кроуфорд викликає для інтерв'ю у Лектер. Під виглядом психологічного дослідження Кроуфорд прагне використати Лектера, щоб спіймати неопізнаного серійного вбивцю, який вбиває молодих жінок та здирає з них шкіру.
У лікарні доктор Фредерік Чілтон залицяється до Старлінг, роблячи брудний коментар, перш ніж провести її до камери Лектера. Вона вирішує зайти до камери сама. Лектер тільки за запахом з'ясовує деталі життя Старлінг, і здогадується, що шуканий серійний убивця — це «Буффало Білл». Але він відмовляється співпрацювати далі, бо від нього хотіли приховати справжні наміри. Коли Старлінг іде, інший ув'язнений, Міггз, мастурбує і кидає в неї сперму, викликаючи огиду Лектера. Він викликає Старлінг назад і пропонує підказку у вигляді анаграми.
Підказка приводить до сховища, де в банці лежить відрубана голова, яка, як пізніше з'ясувалося, належить Бенджаміну Распайлу, колишньому пацієнту Лектера. Невдовзі після цього Міггса знаходять мертвим у його камері — він подавився власним язиком. Лектер, який очевидно влаштував це, погоджується допомогти розслідуванню в обмін на переведення з Чілтона до закладу, де з вікна є описаний ним краєвид. Тим часом виявляються деталі — шуканий убивця лишає в горі жертв лялечку метелика мертвої голови (така ж деталь є в голови Распайла). Оскільки комаха не водиться в Балтиморі, це звужує коло пошуків, але все ж не дозволяє спіймати вбивцю.
«Буффало Білл» викрадає Кетрін Мартін, дочку сенаторки США Рут Мартін. Тоді Кроуфорд дозволяє Старлінг піддатися Лектеру й укласти угоду — переведення до іншої в'язниці в обмін на допомогу. Лектер однак хоче особисті дані про Старлінг. Вона розповідає, що її батька-поліцейського вбили, коли вона була мала. За це Лектер підказує, що «Буффало Білл» ненавидить своє тіло. Можливо — через відмову у операції зі зміни статі. Чілтон потай записує розмову, а пізніше пропонує Лектеру переїзд до Теннессі за розкриття справи. Лектер погоджується за умови особистої зустрічі з Рут, де він буде в гамівній сорочці та масці. Зустрівшись, він швидко виказує інтимні деталі життя Рут, але також описує зовнішність «Буффало Білла», якого називає «Фідель Залізос» (в оригіналі «Луїс Френд»). Старлінг розуміє, що це загадка-випробування, котра означає сульфід заліза, пірит.
Лектер вимагає, щоб Старлінг розповіла йому про її найбільш травматичний випадок з дитинства, який визначив її особистість. Старлінг розповідає як після смерті батька жила на фермі родича. Вона побачила як забивають ягнят і не могла їх урятувати. Їхні крики переслідували Старлінг у кошмарах. За це Лектер каже «читати справу», маючи на увазі, що порятунок Кетрін позбавить Старлінг почуття провини за смерть ягнят.
Уночі Лектер користується ручкою Чілтона, щоб звільнитися, та вбиває двох охоронців. Пізніше він зрізає обличчя з одного з охоронців і одягає його як маску. Жертву він ховає на даху ліфта, а сам лягає біля своєї клітки, переодягнувшись охоронцем. Коли його вивозить швидка допомога, Лектер убиває лікарів і тікає.
Читаючи примітки Лектера до справи, Старлінг робить висновок, що «Буффало Білл» кравець, як і його перша жертва, Фредеріка Біммел. Відвідавши будинок Біммел, Старлінг знаходить вироби з людської шкіри та робить висновок, що вбивця хоче зшити собі костюм у вигляді жіночого тіла. Кроуфорд шукає людей, яким відмовили у зміні статі в клініках, і визначає як головного підозрюваного Джейма Гамба.
Поки ФБР шукає Гамба в Іллінойсі, Старлінг шукає свою собаку, яка впала до колодязя, де він утримує Кетрін. Тоді Кетрін погрожує йому, що вб'є собаку, якщо він її не відпустить. Гамба відволікає візит Старлінг, яка впізнає його за метеликом мертвою головою. Зрозумівши, що його викрито, Гамб тікає, а Старлінг не наважується вистрілити в нього. Вона знаходить Кетрін у колодязі, але тепер сама стає мішенню для Гамба, що шукає її в підвалі за допомогою окулярів нічного бачення. Старлінг стріляє на звук зведеного курка револьвера, вбиваючи Гамба.
Кетрін рятують, а Старлінг випускається з Академії ФБР. Під час випускного балу Лектер телефонує до Старлінг з аеропорту неназваної тропічної країни, куди у паніці прилетів Чілтон, та запитує чи «ягнята перестали кричати». Лектер просить віддячити йому, але Старлінг відмовляється. Після чого Лектер помічає Чілтона проміж пасажирів прибулого літака та вирушає слідом.

## В ролях
- Джоді Фостер — Клариса Старлінг
- Ентоні Гопкінс — доктор Ганнібал Лектер
- Скотт Гленн — Джек Кровфорд
- Тед Лівайн — Буффало Білл
- Брук Сміт — Кетрін Мартін
- Ентоні Гілд — доктор Фредерік Чілтон
- Кейсі Леммонс — Арделія Мепп
- Діана Бейкер — сенаторка Рут Мартін
- Трейсі Волтер — Ламар
- Чарльз Неп'єр — лейтенант Бойл
- Роджер Корман — Гайден Берк

## Сприйняття
На агрегаторі рецензій Rotten Tomatoes 95 % критичних рецензій позитивні. Консенсус вебсайту підсумовує: «Розумний, напружений трилер режисера Джонатана Демме балансує на межі між психологічним дослідженням і відвертим жахом, і значною мірою виграє від зоряної гри Ентоні Гопкінса та Джоді Фостер». Середньозважена оцінка на Metacritic,склала 86 балів зі 100, що вказує на «загальне визнання».
Двейн Бірдж у The Hollywood Reporter назвав «Мовчання ягнят» — «жахливою психодрамою найвищого рівня Гічкока». Жах «Мовчання ягнят» полягає в проникненні до розуму Лектера, що змушує інакше дивитися на світ, помічаючи речі, які бачить він, але не бачать інші. Також серед наймоторошніших сцен — його погляд у тиші. Лектер — це Мефістофель, і кар'єристично налаштована Клариса укладає «угоду з дияволом»: повідомляючи Лектеру особисту інформацію в обмін на розуміння психологічного профілю Білла.
Вінсент Кенбі у The New York Times похвалив образ Ганнібала Лектера — злочинця-інтелектуала, який одночасно тривожить Клариса і допомагає їй вирішити проблему з її дитинства. Але зрештою, — за визначенням критика, — вимоги сюжету починають переважати над персонажами та правдоподібністю ситуацій. Ганнібал не лише може допомогти у справі, але й знає шуканого злочинця. Приблизно на середині фільм переходить «на нижчу, більш функціональну передачу», навіть його коли темп зростає. Сценарій, який дуже ефективно описує персонажів, іноді заважко дає глядачам достатньо інформації, щоб вони могли слідувати за дедалі більш захопливим полюванням. Читання книги, за якою знято фільм, допомагає, але воно не повинно бути обов'язковою умовою для насолоди фільмом.
Пітер Бредшоу в ретро-огляді для The Guardian підсумував, що «Мовчання ягнят» тримається надзвичайно добре через багато років по виходу. Стосунки Клариса і Дектера показують складні психологічні ігри, де Лектер — це лиходій, наставник, неоголошений коханець і супротивник Клариси. Невизначеність його долі, на жаль, залишила можливості для появи невдалої франшизи. Як і «Щелепи» Спілберга, цей фільм розвиває стиль Роджера Кормана, якому надано епізодичну роль, хоча якби це знімали сьогодні, сценаристи, мабуть, трохи поблажливіше торкалися б трансгендерних питань.
Надір Самара у ScreenRant зазначив, що одним із найбільших досягнень фільму є новий спосіб поєднувати жанри жахів і трилеру. В ньому небагато крові, але є сцени, що стають моторошними від того, як одні персонажі просто дивляться на інших. Серійні вбивці, аналіз їхньої психології, та детективи, які глибоко занурюються в неї, стали звичайним явищем не лише в фільмах жахів та трилерах, а й у кримінальних фільмах саме завдяки «Мовчанню ягнят».

## Нагороди та номінації

### Нагороди
- 1991 — приз «Срібний ведмідь» Берлінського кінофестивалю за найкращу режисерську роботу (Джонатан Деммі)
- 1992 — 5 премій «Оскар»: найкращий фільм (Кеннет Утт, Едвард Саксон, Рональд Бозман), найкраща чоловіча роль (Ентоні Гопкінс), найкраща жіноча роль (Джоді Фостер), найкращий режисер (Джонатан Деммі), найкращий адаптований сценарій (Тед Таллі)
- 1992 — 4 премії «Сатурн»: найкращий фільм жахів, найкращий актор (Ентоні Гопкінс), найкращий сценарій (Тед Таллі), найкращий грим (Карл Фуллертон, Ніл Мартц)
- 1992 — дві премії Британської кіноакадемії: найкраща чоловіча роль (Ентоні Гопкінс), найкраща жіноча роль (Джоді Фостер)
- 1992 — премія Гільдії режисерів США (Джонатан Деммі)
- 1992 — премія Едгара Аллана По за найкращий художній фільм (Тед Таллі)
- 1992 — премія «Золотий глобус» за найкращу жіночу роль — драма (Джоді Фостер)
- 1992 — премія Гільдії сценаристів США за найкращий адаптований сценарій (Тед Таллі)

### Номінації
- 1991 — номінація на приз Золотий ведмідь Берлінського кінофестивалю (Джонатан Деммі)
- 1992 — дві номінації на премію «Оскар»: найкращий звук (Том Флейшман, Крістофер Ньюман), найкращий монтаж (Крейґ МакКей)
- 1992 — 4 номінації на премію «Сатурн»: найкращий режисер (Джонатан Деммі), найкраща акторка (Джоді Фостер), найкраща музика (Говард Шор), найкращі костюми (Колін Атвуд)
- 1992 — 7 номінацій на премію Британської кіноакадемії: найкращий фільм (Кеннет Утт, Едвард Саксон, Рональд Бозман, Джонатан Деммі), найкращий режисер (Джонатан Деммі), найкращий адаптований сценарій (Тед Таллі), найкраща операторська робота (Так Фуджімото), найкращий оригінальний саундтрек (Говард Шор), найкращий монтаж (Крейґ МакКей), найкращий звук (Том Флейшман, Крістофер Ньюман, Скіп Лівсей)
- 1992 — номінація на премію «Сезар» за найкращий іноземний фільм (Джонатан Деммі)
- 1992 — 4 номінації на премію «Золотий глобус»: найкращий фільм — драма, найкраща чоловіча роль — драма (Ентоні Гопкінс), найкращий режисер (Джонатан Деммі), найкращий сценарій (Тед Таллі)

## Цікаві факти
- Під час зйомок сцени першої зустрічі Лектера та Старлінг Ентоні Гопкінс старався дивитися прямо в камеру, щоб створити ефект враження (за його словами), що він «знає абсолютно все».
- Ентоні Гопкінс, говорячи про голос свого персонажа, описував його «симбіозом Трумена Капоте і Кетрін Гепберн».
- Якщо уважно розглянути один з постерів фільму, то можна побачити на тілі метелика зображення черепа, а сам череп складений з семи оголених жіночих тіл (це епізод роботи фотографа Філіпа Галсмана «Скальп Далі»).
- Ганнібала Лектера можна бачити в фільмі загалом не більше 16 хвилин, однак це дозволило Ентоні Гопкінсу отримати «Оскар» у номінації «Найкраща чоловіча роль». Цей факт дотепер є неперевершеним досягненням.
- Злочинець клав жертвам у рот лялечки бражника мертва голова. Для маніяка вони були символом переродження — він хотів перетворитися на жінку, як лялечка — на метелика.
- «Мовчання ягнят» — не перший фільм про Ганнібала Лектера. У 1986 році режисер Майкл Манн зняв фільм «Мисливець на людей», за романом Томаса Гарріса «Червоний дракон».